# ポールスターショッピングセンター
ポールスターショッピングセンター（Pole Star Shopping Center）は、北海道函館市にあるショッピングセンター。

## 概要
旧日本国有鉄道の宿舎跡地に建設した。道南ラルズが初めて手掛けた大型ショッピングセンターであり、「スーパーアークス」業態4号店となる「スーパーアークス港町店」が先行開業した。「ポールスター」の名称は北海道の玄関口である函館に誕生するショッピングセンターが地域の象徴的存在になるように願いを込めており、北の象徴である北極星をもとに命名した。

## テナント
ポールスターA
- スーパーアークス

ポールスターB
- ツルハドラッグ
- ドコモショップ美原店サテライト
- auショップ
- Ymobileショップ
- くまざわ書店
- シューラルー
- ハニーズ
- アスビーファム
- ライトオン

ポールスターC
- 西松屋
- メガネのプリンス
- ザ・ダイソー
- 日本旅行北海道
- 北大学力増進会

## アクセス
北海道道347号赤川函館線（五稜郭通・大野新道）に近接しており、市立函館病院隣、五稜郭駅裏側にある。五稜郭駅から人道橋利用で徒歩8分。
- 函館駅から車で約15分
- 函館空港から車で約25分